# Oxyrhachis labatus
Oxyrhachis labatus är en insektsart som beskrevs av Buckton. Oxyrhachis labatus ingår i släktet Oxyrhachis och familjen hornstritar. Inga underarter finns listade i Catalogue of Life.